# Serjania cambessedeana
Serjania cambessedeana är en kinesträdsväxtart som beskrevs av Schltdl. & Cham.. Serjania cambessedeana ingår i släktet Serjania och familjen kinesträdsväxter. Inga underarter finns listade i Catalogue of Life.